# Helmut Fischer

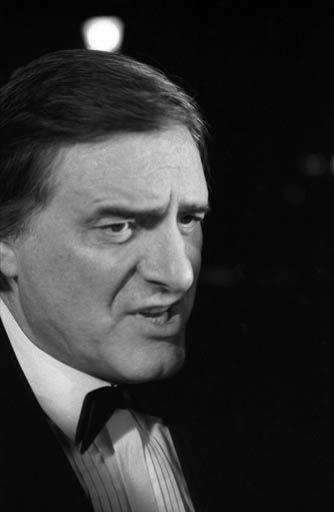
Helmut Fischer auf dem Deutschen Filmball in München, 1991

Helmut Fischer (* 15. November 1926 in München; † 14. Juni 1997 in Riedering/Chiemgau) war ein deutscher Schauspieler, der vor allem durch seine Rollen als bayerischer Volksschauspieler bekannt wurde. Er verkörperte in seinen Rollen den charmanten Hallodri und Vorstadt-Casanova. Fischers Markenzeichen war sein staksiger Gang, der mit einem Bandscheibenschaden zusammenhing. Besondere Popularität erlangte Fischer in der Rolle des Münchner Originals Monaco Franze.

## Leben
Helmut Fischer war der Sohn eines Kaufmanns und einer Änderungsschneiderin und wuchs ohne Vater im Münchner Stadtteil Neuhausen in der Donnersbergerstraße 50a auf. Im Zweiten Weltkrieg trat Fischer in die Münchener Fotoschule ein, wurde in den letzten Kriegsmonaten zur Wehrmacht eingezogen, erkrankte dort an Diphtherie und geriet am Kriegsende kurz in Gefangenschaft.
Nach dem Krieg trat Fischer in die Schauspielschule von Otto Falckenberg ein, die er aber nach kurzer Zeit abbrach. In der Folgezeit arbeitete er als Theaterschauspieler. 1952 hatte er sein Bühnendebüt am Würzburger Stadttheater als Albrecht III. in Hebbels Agnes Bernauer.
Fast 20 Jahre lang blieb Fischer weitgehend unbekannt und musste sich mit unbedeutenden Nebenrollen zufriedengeben. Unter anderem arbeitete er auf dem Münchner Oktoberfest bei der Zuban-Schau als Hinterteil eines Zebras. 1953 heiratete er die Tänzerin Utta Martin (* 28. April 1924; † 23. April 2012), mit der er 44 Jahre lang bis zu seinem Tod zusammenlebte. 1961 gab Fischer sein Debüt im Bayerischen Fernsehen: als Friseur in Ludwig Thomas Komödie Die Lokalbahn. Fischer selbst bezeichnete sich als „schrecklich“ und sagte rückblickend: „Richtig g’schämt hab’ ich mich, wie überzogen ich damals g’spielt hab’“. In dieser Zeit arbeitete er nebenher als Filmkritiker bei der Münchner Abendzeitung. 1964 trat er in einer Folge der Fernsehserie Der Nachtkurier meldet … auf, in der er einen zwielichtige Autohändler, den „Auto-Schorsch“ spielte, über den von einer anderen Figur gesagt wird, er sehe aus und wirke wie „wie ein Stenz von der Schwanthalerhöhe“. In einem Interview anlässlich seines siebzigsten Geburtstages bekannte er, bis zu seinem fünfzigsten Lebensjahr mit der Schauspielerei kaum seine Monatsmiete verdient zu haben.
1972 spielte er im ersten Tatort des Bayerischen Rundfunks als Kriminalobermeister Ludwig Lenz den Assistenten des damaligen Kriminaloberinspektors Melchior Veigl (gespielt von Gustl Bayrhammer). Als Veigl „pensioniert“ wurde, stieg Fischer 1981 zum Kriminalkommissar auf und löste – später zum Kriminalhauptkommissar befördert – bis 1987 insgesamt sieben Fälle. 1974 lernte Helmut Fischer in seinem Schwabinger Stammcafé „Münchner Freiheit“ den Regisseur Helmut Dietl kennen. Dietl erkannte das wahre Talent Fischers und gab ihm 1979 eine Nebenrolle in der Fernsehserie Der ganz normale Wahnsinn, in der Fischer erstmals einen verhinderten Playboy spielen durfte.
Der endgültige Durchbruch gelang Helmut Fischer 1983 mit der Serie Monaco Franze – Der ewige Stenz. Regisseur war erneut Helmut Dietl; am Drehbuch zu fast allen Folgen arbeitete auch Patrick Süskind mit. In der zehnteiligen Reihe verkörpert Fischer an der Seite von Ruth Maria Kubitschek, Karl Obermayr und Erni Singerl den leichtlebigen Charmeur und Frauenliebling Franz Münchinger, der es immer wieder schafft, die Situation mit einem Augenzwinkern und Lämmchen-Blick („Recht viel treuer schaut kein Schaf“) zu meistern. Sprüche des Hauptdarstellers (z. B. „A bisserl was geht immer“) wurden berühmt und gingen in den Allgemeingebrauch über. Passend dazu nahm Fischer auch eine erfolgreiche Single mit dem Titel „Spatzl (Schau wia i schau)“ auf.
Von nun an war Fischer mit Rollen ausgelastet, deren Charakter allerdings immer wieder auf dem „ewigen Stenz“ beruhten. Fischer selbst beteuerte bis zu seinem Lebensende, dass die Figur des Monaco Franze nichts mit seinem wahren Leben zu tun gehabt habe. Nach eigener Auskunft hatte er mit dem Monaco Franze in der Persönlichkeit kaum Gemeinsamkeit und war Frauen gegenüber eher schüchtern. Mitte der 1980er Jahre spielte Fischer an der Seite von Thomas Gottschalk und Michael Winslow in den beiden Zärtliche Chaoten-Filmen, von 1987 bis 1992 war er neben Veronika Fitz und Ilse Neubauer als „Josefbärli“ in der Serie Die Hausmeisterin zu sehen. Seine letzten Serienerfolge feierte er in Ein Schloß am Wörthersee, wo er den zerstreuten Nachlassverwalter Leo Laxeneder mimte, und als Hohenwaldauer Bürgermeister Peter Elfinger in Peter und Paul an der Seite von Hans Clarin.

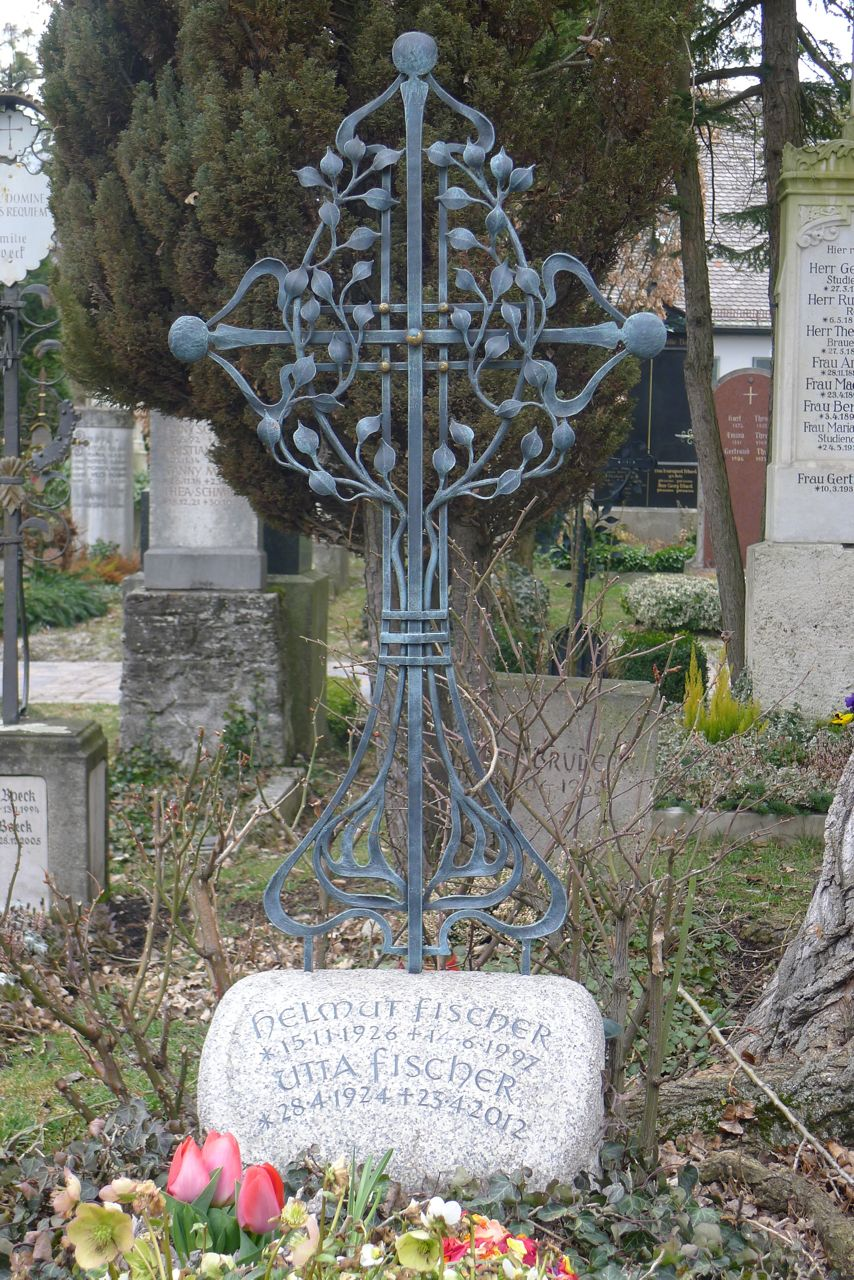
Grab auf dem Bogenhausener Friedhof

Im Jahr 1993 wurde bei Helmut Fischer Krebs diagnostiziert. 1996 begab sich der Schauspieler in die Behandlung des umstrittenen Krebs-Spezialisten Julius Hackethal. Im November feierte er im großen Freundes- und Kollegenkreis seinen 70. Geburtstag. Dabei ließ er durch die Presse verlautbaren: „Das Leben macht sich ja mehr und mehr aus dem Staub.“ Acht Monate später starb Fischer im Chiemgau. Zur Trauerfeier in der Aussegnungshalle des Münchner Nordfriedhofs und zur Beerdigung auf dem Bogenhausener Friedhof (Grab Nr. 176) in München am 19. Juni 1997 kamen mehr als 1000 Menschen.
In der Trauerrede sagte der Münchener Oberbürgermeister Christian Ude, Freund und Nachbar Helmut Fischers: „Populär war er in ganz Deutschland – in München wurde er geliebt.“
Am Lieblingsplatz von Helmut Fischer im Garten des Cafés Münchner Freiheit in Schwabing wurde ein Bronze-Denkmal von Nicolai Tregor aufgestellt, das ihn in seiner bekanntesten Rolle, als Monaco Franze, zeigt. In Schwabing wurde ein Platz nach ihm benannt.
Am Flughafen München, Terminal 2, Bereich K, im Eingangsbereich des Duty-Free-Shops, befindet sich ebenfalls eine Statue, die an den Schauspieler erinnert. Die Bronzeskulptur ist Teil einer Reihe von Bronzeskulpturen, die Persönlichkeiten der Münchner Stadtgeschichte zeigt.

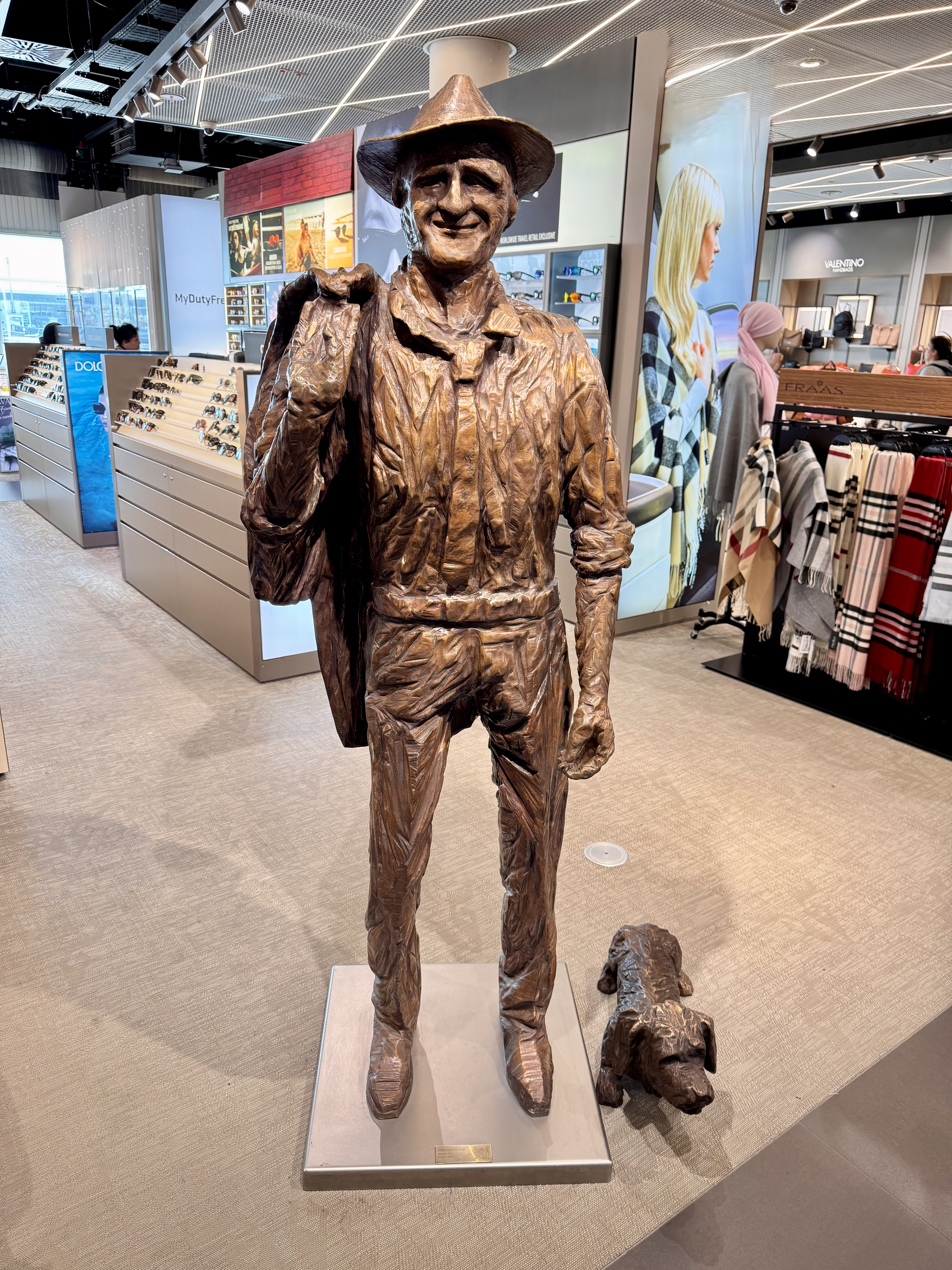
Das Bild zeigt eine Statue des Schauspielers Helmut Fischer am Flughafen MUC, Terminal 2 K-Bereich im April 2025

## Filme
- 1958: Cherchez la femme
- 1959: Hubertusjagd
- 1960: Oh, diese Bayern!
- 1960: Die Lokalbahn
- 1960: Der Gauner und der liebe Gott
- 1960: Die vor die Hunde gehen
- 1961: Der jüngste Tag
- 1961: Der Monopteros (Kleine Münchner G’schichten)
- 1962: Florence und der Zahnarzt
- 1965: Der Ruepp
- 1965: Das unverschämte Glück, ein Mann zu sein – Indiskretionen eines Adams von heute
- 1966: Familie Schimek
- 1966: Italienische Nacht
- 1967: Kurzer Prozeß
- 1967: Der Röhm-Putsch
- 1967: Umsonst
- 1968: Knüpfe das Netz nach dem Fisch
- 1968: Die Schlacht bei Lobositz
- 1969: Der Besuch
- 1969: Pudelnackt in Oberbayern
- 1970: Recht auf Wissen
- 1971: Augenzeugen müssen blind sein
- 1971: Die Schrott – Story
- 1977: Sachrang
- 1978: Das Einhorn
- 1979: Blauer Himmel, den ich nur ahne
- 1979: Der Durchdreher
- 1979: Die Farbe des Himmels
- 1980: Die Undankbare
- 1981: Mein Freund der Scheich
- 1984: Mama Mia – Nur keine Panik
- 1987: Hexenschuß
- 1987: Zärtliche Chaoten
- 1988: Starke Zeiten
- 1988: Zärtliche Chaoten II
- 1989: Jede Menge Schmidt
- 1992: Der Unschuldsengel
- 1992: Probefahrt ins Paradies
- 1993: Frühlingsgefühle – Eine Geschichte von Peter und Paul
- 1995: Drei in fremden Kissen
- 1996: Drei in fremden Betten
- 1996: Schöne G’schichten mit Helmut Fischer: Ein feiner Herr
- 1996: Schöne G’schichten mit Helmut Fischer: Hund und Katz
- 1997: Fröhlich geschieden

## Fernsehserien
Tatort:
- 1972–1981 – Tatort; als  Kriminalobermeister , dann  Kriminalhauptmeister Ludwig Lenz
  - 1972 Münchner Kindl
  - 1973 Weißblaue Turnschuhe
  - 1973 Tote brauchen keine Wohnung
  - 1974 3:0 für Veigl
  - 1975 Als gestohlen gemeldet
  - 1975 Das zweite Geständnis
  - 1976 Wohnheim Westendstraße
  - 1977 Das Mädchen am Klavier
  - 1977 Schüsse in der Schonzeit
  - 1978 Schlußverkauf
  - 1978 Schwarze Einser
  - 1979 Ende der Vorstellung
  - 1979 Maria im Elend
  - 1980 Spiel mit Karten
  - 1981 Usambaraveilchen

- 1981–1987 – Tatort; als Kriminal(haupt)kommissar Ludwig Lenz, mit den Assistenten Brettschneider (Willy Harlander), dann Schneider (Georg Einerdinger), und Faltermayer (Henner Quest)
  - 1981 Im Fadenkreuz
  - 1982 Tod auf dem Rastplatz
  - 1983 Roulette mit 6 Kugeln
  - 1984 Heißer Schnee
  - 1985 Schicki-Micki
  - 1987 Die Macht des Schicksals
  - 1987 Gegenspieler

- In der Reihe Tatort als Gastermittler Ludwig Lenz (anfangs Kriminalhauptmeister[10], zuletzt Kriminalkommissar[11])  bei:
  - 1976 Transit ins Jenseits (Kommissar Schmidt – Martin Hirthe SFB)
  - 1977 Wer andern eine Grube gräbt … (Kommissar Schäfermann – Manfred Heidmann SR)
  - 1979 Der King (Kommissar Konrad – Klaus Höhne HR)
  - 1987 Wunschlos tot (Oberinspektor Pfeifer – Bruno Dallansky ORF)

Weitere Fernsehserien:
- 1962 – Der Komödienstadel –  Der Hochzeiter
- 1962 – Funkstreife Isar 12 – Glück im Unglück; – … und sonntags zum Mondsee; mit Wilmut Borell und Karl Tischlinger
- 1965 – Lieben sie Kishon
- 1964/1966 – Der Nachtkurier meldet – Ein märchenhafter Gewinn (1964); – Mord um halb zwölf (1966); mit Rosemarie Fendel und Willy Semmelrogge
- 1967 – Das Kriminalmuseum – Die Telefonnummer; mit Hans Jürgen Diedrich und Kurt Heintel
- 1968 – Graf Yoster gibt sich die Ehre – Der goldene Elefant; mit Lukas Ammann und Wolfgang Völz
- 1968 – Die seltsamen Methoden des Franz Josef Wanninger – Die Beschützer; mit Beppo Brem und Maxl Graf
- 1969  – NBC Experiment in Television – Color Me German
- 1969 – Der Staudamm – Lawinengefahr
- 1969 – Die Perle – Aus dem Tagebuch einer Hausgehilfin – Die Detektei
- 1970 – Wie eine Träne im Ozean – Nutzlose Reise; mit Martin Lüttge und Günter Mack
- 1970 – Gestern gelesen – Ferienhäuser im Süden; mit Erik Schumann
- 1971 – Toni und Veronika – Das neue Haus
- 1974 – Okay S.I.R. – Der Tizianclub; mit Anita Kupsch, Monika Peitsch und Anneliese Uhlig
- 1974 – Gemeinderätin Schumann – Die Eingemeindung; mit Antje Hagen
- 1975–1975 – Das feuerrote Spielmobil – Rotkäppchen (1975); – Ein Spottspiel, Schneewittchen 2. Teil (1976)
- 1976 – Inspektion Lauenstadt – Die Teppichhändler; mit Eduard Linkers
- 1978 – Derrick – Ein Hinterhalt; mit Horst Tappert und Fritz Wepper
- 1979 und 1986/87 – Der Millionenbauer; 14 Episoden; mit Walter Sedlmayr und Veronika Fitz
- 1979–1980 – Der ganz normale Wahnsinn; 12 Episoden; mit Towje Kleiner und Monika Schwarz
- 1980 – Felix und Oskar – Felix zieht ein; mit Heinz Baumann und Horst Bollmann
- 1981 – Der Gerichtsvollzieher – Ein Freund, ein guter Freund
- 1981 und 1985 – Polizeiinspektion 1; 3 Episoden; mit Walter Sedlmayr
- 1981–1983 – Monaco Franze – Der ewige Stenz; 10 Episoden; mit Ruth Maria Kubitschek, Karl Obermayr und Christine Kaufmann
- 1982 – Die Krimistunde
- 1982 – Meister Eder und sein Pumuckl – Die abergläubische Putzfrau; mit Gustl Bayrhammer und Erni Singerl
- 1983 – Fast wia im richtigen Leben; Gastrolle in der 9. Episode; mit Gerhard Polt und Gisela Schneeberger
- 1983–1985 – Unsere schönsten Jahre; 7 Episoden; mit Uschi Glas, Veronika Fitz und Elmar Wepper
- 1986 – Das Traumschiff: Thailand – Gastrolle; mit Uschi Glas, Heinz Weiss, Heide Keller, Horst Naumann, Anja Kruse, Sascha Hehn, Günter Pfitzmann und Grit Boettcher
- 1986 – Rette mich, wer kann; 6 Episoden; mit Jörg Hube und Gundi Ellert
- 1987: Die Krimistunde (Fernsehserie, Folge 23, Episode: „Ein unheimlich feiner Kerl“)
- 1987–1992 – Die Hausmeisterin; 23 Episoden; mit Veronika Fitz und Ilse Neubauer
- 1992 – Lilli Lottofee – Lilli und Leo auf Du und Du mit der großen Welt; mit Senta Berger, Hans Clarin und Heiner Lauterbach
- 1992–1993 – Ein Schloß am Wörthersee; 9 Episoden; mit Uschi Glas, Pierre Brice, Julia Kent, Henry van Lyck, Jochen Busse, Werner Schulze-Erdel und Udo Jürgens
- 1994–1998 – Peter und Paul; 14 Episoden; mit Hans Clarin und Ilse Neubauer
- 1995 – Café Meineid – Alles Magie; mit Erich Hallhuber
- 1996 – Wir Königskinder; mit Fritz Wepper und Heidelinde Weis

## Theater
- 1952 – Agnes Bernauer – am Stadttheater Würzburg
- 1953 – Diener zweier Herren – am Stadttheater Würzburg
- 1964 – Die großen Sebastians – an der kleinen Komödie in München mit Carl Heinz Schroth
- 1966 – Italienische Nacht – am Residenztheater München mit Ilse Neubauer
- 1969–1970 – Jagdszenen aus Niederbayern – Münchner Kammerspiele mit Hans Brenner
- 1975 – Fast wie ein Poet – am Residenztheater München – Regie: Rudolf Noelte
- 1984–1985 – Waldfrieden – am Münchner Volkstheater mit Hans Brenner
- 1984–1985 – Die Brautschau – am Münchner Volkstheater mit Hans Brenner

## Auszeichnungen

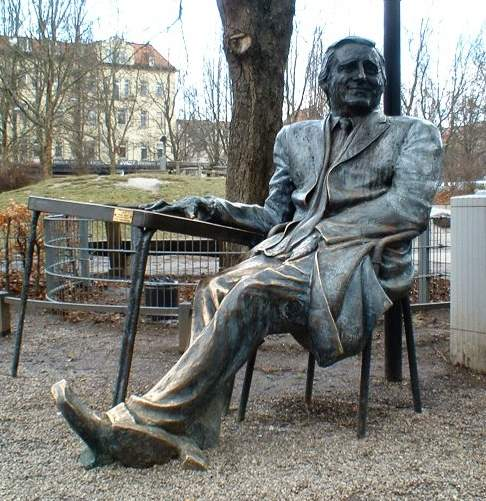
Denkmal für Helmut Fischer in der Rolle des Monaco Franze in München, Münchner Freiheit

- 1983 – Goldener Gong für Monaco Franze, gemeinsam mit Ruth-Maria Kubitschek und Helmut Dietl (Regisseur, Autor)
- 1983 – Rose des Jahres der Münchner tz
- 1983 – Stern des Jahres der Abendzeitung
- 1987 – Bambi
- 1990 – Bambi
- 1990 – Adolf-Grimme-Preis mit Bronze für die 1. Folge von Die Hausmeisterin, gemeinsam mit Veronika Fitz und Cornelia Zaglmann-Willinger (Autorin)
- 1991 – Medaille München leuchtet (für besondere Verdienste um München)
- 1991 – Krenkl-Preis der Münchner SPD für Zivilcourage und bürgerschaftliches Engagement
- 1992 – Siegfried-Sommer-Literaturpreis
- 1993 – Goldene Romy als Beliebtester Schauspieler
- 1998 – Bronze-Denkmal von Nicolai Tregor an der Münchner Freiheit in München-Schwabing

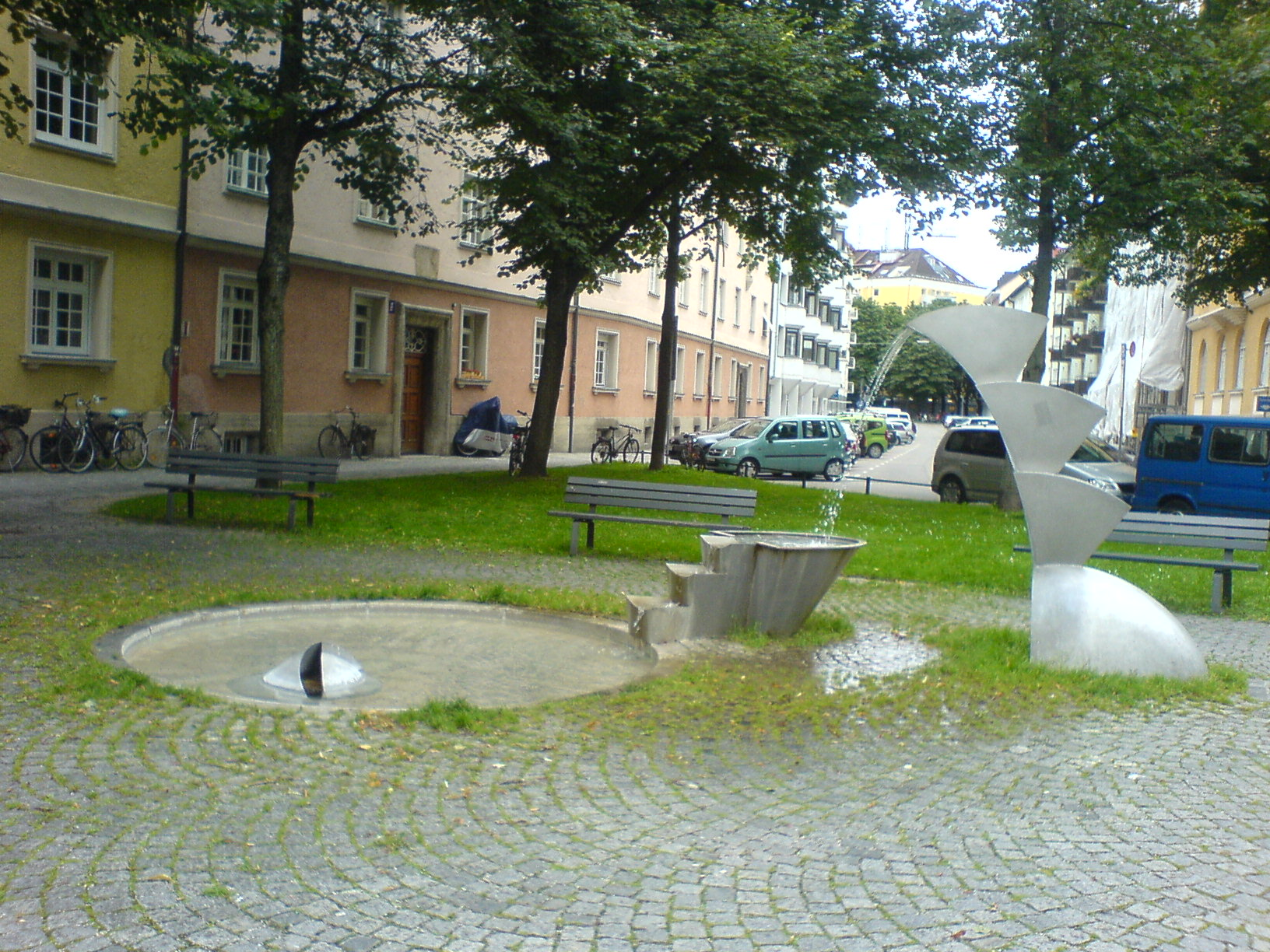
Helmut-Fischer-Platz in München

- 1999 – Benennung des Helmut-Fischer-Platzes im Münchner Stadtbezirk Schwabing-West[12]

## Dokumentarfilm
- Der unsterbliche Stenz. Erinnerungen an Helmut Fischer. Dokumentarfilm, Deutschland, 2001, 44 Min., Buch und Regie: Sybille Krafft, Produktion: BR, Inhalt vom BR.